# Paragnetina excavata
Paragnetina excavata är en bäcksländeart som beskrevs av František Klapálek 1921. Paragnetina excavata ingår i släktet Paragnetina och familjen jättebäcksländor. Inga underarter finns listade i Catalogue of Life.